# Victoria Eugenie của Battenberg
Victoria Eugenie Julia Ena của Battenberg (tiếng Anh: Victoria Eugenie of Battenberg; tiếng Đức: Victoria Eugénie von Battenberg; tiếng Ba Lan: Wiktoria Eugenia Battenberg; tiếng Tây Ban Nha: Victoria Eugenia de Battenberg; tiếng Pháp: Victoire Eugénie de Battenberg; 24 tháng 10 năm 1887 – 15 tháng 4 năm 1969) là Vương hậu Tây Ban Nha với tư cách là vợ của Alfonso XIII của Tây Ban Nha từ ngày 31 tháng 5 năm 1906 đến ngày 14 tháng 4 năm 1931, khi Đệ Nhị Cộng hòa Tây Ban Nha được thiết lập. Victoria Eugenie xuất thân từ Gia tộc Battenberg, một dòng nhánh hình thành từ một cuộc hôn nhân bất đăng đối của Gia tộc Hessen-Darmstadt. Victoria Eugenie là cháu gái út của Nữ vương Victoria của Liên hiệp Anh. Không giống như các thành viên khác của gia tộc Battenberg vốn có kính xưng là Serene Highness (tạm dịch: Điện hạ Đáng kính), Victoria Eugenie cùng các anh em được gọi là Highness (Điện hạ) thông qua Sắc lệnh Vương thất năm 1886, được ban hành bởi Nữ vương Victoria.

## Thiếu thời
Thân vương tôn nữ/Vương tôn nữ Victoria Eugenie của Battenberg ra đời ngày 24 tháng 10 năm 1887 tại Lâu đài Balmoral, Scotland, con gái duy nhất của Heinrich xứ Battenberg (con trai của Alexander xứ Hessen và Rhein và Julia Hauke, Thân vương xứ Battenberg) và Beatrice của Liên hiệp Anh (con gái út của Victoria I của Liên hiệp Anh và Albrecht xứ Sachsen-Coburg và Gotha). Victoria Eugenie là người cháu cuối cùng của một quốc vương Anh sinh ra ở Scotland cho đến khi Vương nữ Margaret chào đời tại Lâu đài Glamis ở Angus vào năm 1930.
Vì Heinrich xứ Battenberg là hậu duệ của một cuộc hôn nhân bất đăng đối nên không thể được hưởng tước hiệu Công tử của Hessen và Rhein từ cha, thay vào đó vì mẹ là Julia Hauke được phong là Nữ Thân vương xứ Battenberg nên Heinrich được hưởng tước Thân vương tử của Battenberg từ mẹ. Theo lẽ đó, Victoria Eugenie được hưởng tước Prince từ cha và lẽ ra cũng sẽ được hưởng kính xưng Điện hạ Cao trọng (Serene Highness) tương ứng. Tuy nhiên, ngày 4 tháng 12 năm 1886, Nữ vương Victoria đã ban hành Sắc lệnh Vương thất, cho phép các con của Heinrich và con gái là Vương nữ Beatrice được hưởng bậc kính xưng cao hơn là Highness, do đó Victoria Eugenie được hưởng kính xưng Điện hạ (Highness) từ khi sinh ra và được gọi là Thân vương tôn nữ/Vương tôn nữ Victoria Eugenie của Battenberg Điện hạ (Her Highness Princess Victoria Eugenie of Battenberg). Victoria Eugenie (từ đây sẽ gọi là Vương tôn nữ) được đặt tên theo tên bà ngoại là Nữ vương Victoria và mẹ đỡ đầu là Eugenia xứ Montijo, hoàng hậu Pháp gốc Tây Ban Nha bấy giờ đang sống lưu vong ở Anh. Đối với gia đình và công chúng Anh, Victoria Eugenie được biết đến với cái tên cuối cùng là Ena. Vì được sinh ra vào năm thứ 50 của triều đại của Nữ vương Victoria, Victoria Eugenie được gọi là "Đứa trẻ Jubilee".
Victoria Eugenie được rửa tội tại Phòng vẽ của Lâu đài Balmoral. Cha mẹ đỡ đầu của Victoria Eugenie ngoài Eugenia xứ Montijo (đại diện bởi Vương nữ Friederike của Hannover), bác gái bên ngoại là Victoria, Vương nữ Vương thất và Vương thái tử phi Đức (đại diện bởi Công tước phu nhân xứ Roxburghe), bà nội là Nữ Thân vương xứ Battenberg (đại diện bởi Hầu tước phu nhân xứ Ely), dì là Vương nữ Helena của Liên hiệp Anh (đại diện bởi Bá tước phu nhân xứ Erroll), bác trai bên nội là Thân vương tử Louis xứ Battenberg (đại diện bởi Bá tước xứ Hopetoun) và bác trai bên ngoại là Công tước xứ Edinburgh (đại diện bởi Ngài Henry Ponsonby).
Victoria Eugenie được nuôi dưỡng và giáo dục trong hộ gia của Nữ vương Victoria, vì Victoria chỉ miễn cưỡng cho phép con gái Beatrice kết hôn với điều kiện Beatrice vẫn ở bên Victoria và tiếp tục đảm nhiệm vai trò thư ký riêng của mẹ. Vì vậy, Victoria Eugenie đã trải qua thời thơ ấu của mình tại Lâu đài Windsor, Balmoral và Cung điện Osborne trên Đảo Wight. Ena cũng đóng vai trò là phù dâu trong đám cưới của anh họ là Quốc vương George V của Liên hiệp Anh, lúc bấy giờ là Công tước xứ York và Mary xứ Teck vào ngày 6 tháng 7 năm 1893.
Khi được sáu tuổi, Victoria Eugenie bị chấn động não nặng ở Osborne khi bị ngã khỏi ngựa và đập đầu xuống đất. Các bác sĩ của Nữ vương đã nhận thấy "các triệu chứng nguy hiểm", chẳng hạn như "các dấu hiệu rõ ràng về áp lực nội sọ, có thể là xuất huyết." Victoria, Vương nữ Vương thất, bác gái của Ena, đã viết rằng, "Thật quá đau buồn khi [Victoria Eugenie] không thể nhận thức hay mở mắt."
Victoria Eugenie có mối quan hệ thân thiết với bà ngoại. Ena từng tâm sự rằng: "Được sinh ra và lớn lên dưới sự bảo hộ của bà ngoại, Nữ vương Victoria như người mẹ thứ hai của chúng ta. Bà ấy rất tốt bụng nhưng cũng rất nghiêm khắc và có những tư tưởng lỗi thời về cách nuôi dạy trẻ em." Khi Victoria Eugenie nói với Nữ vương Victoria rằng: "Con nghĩ đã đến lúc chúng ta đi ngủ", Nữ vương đã trả lời rằng. "Cô gái trẻ, một Vương nữ nên nói rằng, "Ta nghĩ đã đến lúc ta nghỉ ngơi." Phần Nữ vương Victoria, bà đã viết rằng "Ta yêu những đứa trẻ đáng yêu này gần như không khác mấy so với tình yêu tụi trẻ nhận được từ chính cha mẹ của mình" và gọi Victoria Eugenie là "kho báu bé nhỏ". Sau cái chết của Nữ vương Victoria vào năm 1901, Gia tộc Battenberg, trừ cha của Ena vốn đã qua đời vì bị sốt trong thời gian thực hiện nghĩa vụ quân sự ở Châu Phi vào năm 1896, chuyển đến Luân Đôn và cư trú tại Cung điện Kensington.

## Đính hôn

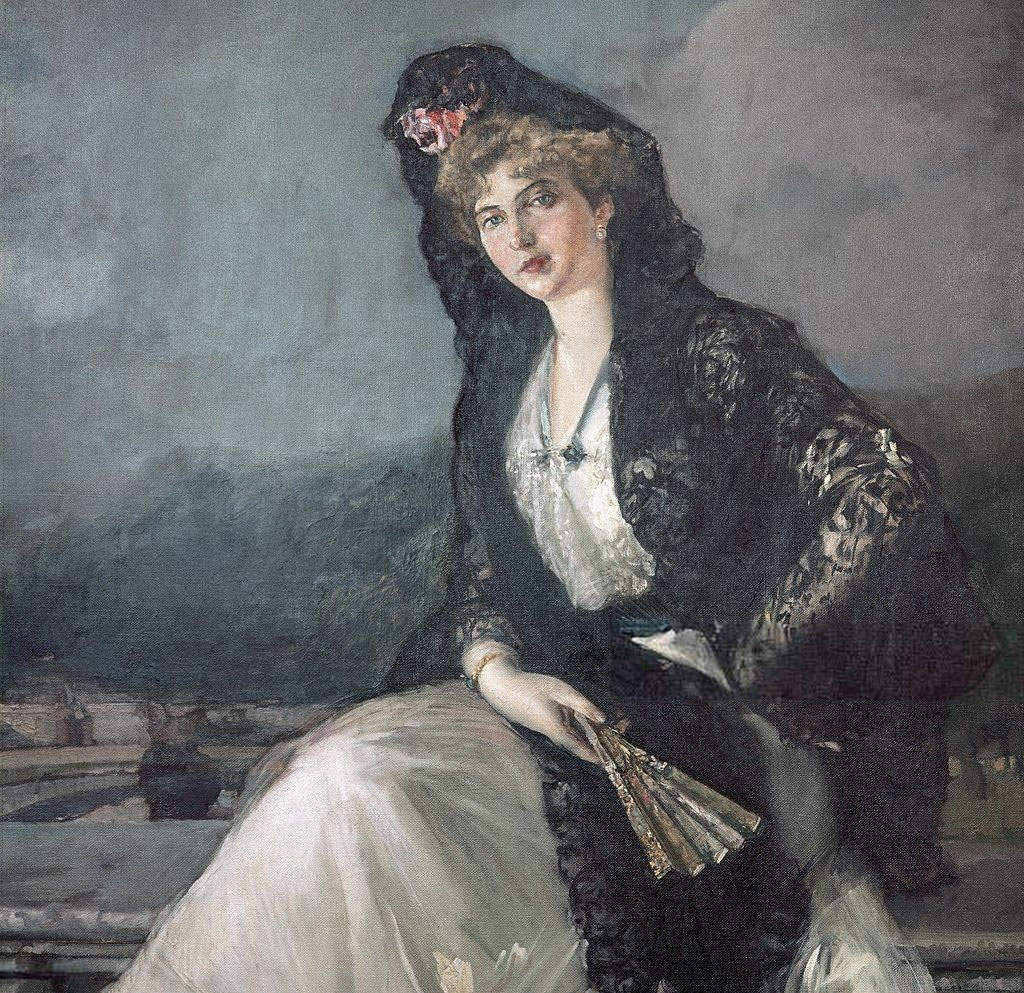
Victoria Eugenie trong trang phục theo phong cách của người Castilia, họa phẩm vẽ bởi Joaquín Sorolla

Năm 1905, Quốc vương Alfonso XIII của Tây Ban Nha có đã có chuyến thăm cấp nhà nước tới Anh. Bác của Victoria Eugenie, Quốc vương Edward VII của Liên hiệp Anh, đã tổ chức một bữa tối tại Cung điện Buckingham để chào mừng đức vua Tây Ban Nha. Alfonso ngồi giữa Vương hậu Alexandra và Vương nữ Helena, em gái của Edward VII. Alfonso đã để ý đến Victoria Eugenie và đã hỏi quý cô nương với mái tóc gần như trắng xóa là ai. Biết rằng Quốc vương Alfonso XIII đang tìm kiếm một nàng dâu phù hợp và một trong những ứng cử viên sáng giá nhất là Vương tôn nữ Patricia của Connaught, một người cháu gái khác của Quốc vương Edward VII. Vì Patricia dường như không ấn tượng với quốc vương Tây Ban Nha, Alfonso XIII đã để ý đến Victoria Eugenie, và bắt đầu tán tỉnh Ena. Sau khi trở lại Tây Ban Nha, Alfonso XIII thường xuyên gửi bưu thiếp cho Victoria Eugenie. Mẹ của Alfonso XIII, Thái hậu Maria Christina Henriette không thích sự lựa chọn của con trai, một phần vì Thái hậu coi Gia đình Battenberg không phải là huyết mạch vương thất do xuất thân của bà nội của Victoria Eugenie, một phần vì Maria muốn con trai mình kết hôn với người trong gia tộc của mình. Những trở ngại khác đối với hôn nhân là vấn đề tôn giáo (Alfonso là một tín hữu Công giáo, còn Victoria Eugenie theo Anh giáo) và vấn đề về căn bệnh máu khó đông mà Nữ vương Victoria đã truyền cho hậu duệ của mình. Em trai của Victoria Eugenie, Leopold, là một người mắc bệnh máu khó đông, vì vậy có 50% khả năng Ena sẽ là người mang gene bệnh, mặc dù mức độ rủi ro vẫn chưa được xác định. Nếu Alfonso kết hôn với Victoria Eugenie, hậu duệ của hai người sẽ có nguy cơ mắc phải căn bệnh này. Thế nhưng, Alfonso không nản lòng.

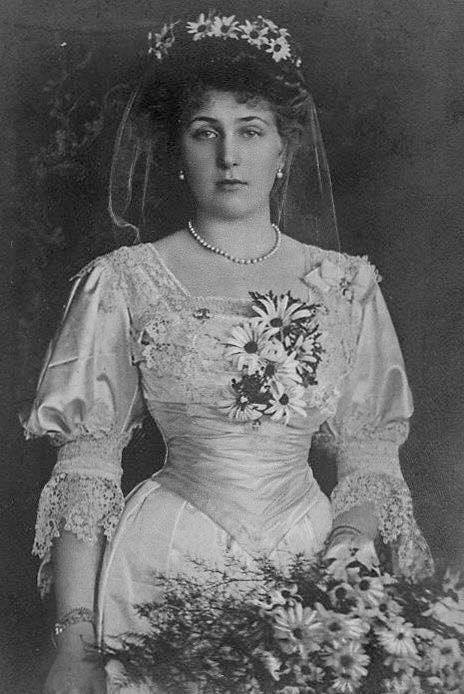
Victoria Eugenie của Battenberg

Sau một năm với những tin đồn về việc Alfonso XIII sẽ kết hôn với Vương nữ nào, vào tháng 1 năm 1906 mẹ của Alfonso XIII cuối cùng cũng đồng ý với quyết định của con trai và đã viết một lá thư cho Vương nữ Beatrice, mẹ của Victoria Eugenie, và kể cho Beatrice nghe về tình yêu mà Alfonso XIII dành cho Ena và đã tìm cách liên hệ, một cách không chính thức với Edward VII. Vài ngày sau tại Lâu đài Windsor, Quốc vương Edward VII đã chúc mừng cháu gái của mình về lễ đính hôn trong tương lai.
Vương nữ Beatrice và con gái đến Biarritz vào ngày 22 tháng 1 và ở tại Villa Mauriscot, nơi mà vài ngày sau, Quốc vương Alfonso XIII đã đến gặp hai mẹ con. Tại Villa Mauriscot, Alfonso và cô dâu tương lai của mình đã tiến hành một khoảng thời gian lãng mạn kéo dài ba ngày cùng với người hộ tống. Sau đó, Alfonso đưa hai mẹ con Victoria Eugenie đến San Sebastián để gặp Thái hậu Maria Christina. Vào ngày 3 tháng 2, Alfonso XIII rời San Sebastian để đến Madrid và Victoria Eugenie cùng mẹ đến Versailles, nơi Vương tôn nữ sẽ được giới thiệu về đức tin Công giáo: với tư cách là Vương hậu tương lai của Tây Ban Nha, Ena đồng ý cải đạo. Lễ chào đón Victoria Eugenie với tư cách là một tín hữu Công giáo diễn ra vào ngày 5 tháng 3 năm 1906 tại Cung điện Miramar ở San Sebastián.

Các điều khoản của cuộc hôn nhân được giải quyết bằng hai thỏa thuận, một hiệp ước công khai và một thỏa thuận riêng tư. Hiệp ước được ký kết giữa Tây Ban Nha và Vương quốc Liên hiệp Anh tại Luân Đôn vào ngày 7 tháng 5 năm 1906 bởi các đại diện toàn quyền của hai bên gồm có Đại sứ Tây Ban Nha tại Triều đình Thánh James, Don Luis Polo de Bernabé, và Ngoại trưởng Anh, Ngài Edward Grey và được phê chuẩn vào ngày 23 tháng 5 sau đó. Bên cạnh các điều koản khác, hiệp ước quy định rằng:
BE it known unto all men by these Presents that whereas His Catholic Majesty Alfonso XIII, King of Spain, has judged it proper to announce his intention of contracting a marriage with Her Royal Highness Princess Victoria Eugénie Julia Ena, niece of His Majesty Edward VII, King of the United Kingdom of Great Britain and Ireland and of the British Dominions beyond the Seas, Emperor of India, and daughter of Her Royal Highness the Princess Beatrice Mary Victoria Feodore (Princess Henry of Battenberg)...Article I. It is concluded and agreed that the marriage between His said Majesty King Alfonso XIII and Her said Royal Highness the Princess Victoria Eugénie Julia Ena shall be solemnized in person at Madrid as soon as the same may conveniently be done. II. His said Majesty King Alfonso XIII engages to secure to Her said Royal Highness the Princess Victoria Eugénie Julia Ena from the date of her marriage with His Majesty, and for the whole period of the marriage, an annual grant of 450,000 pesetas. His said Majesty King Alfonso XIII also engages, if, by the will of Divine Providence, the said Princess Victoria Eugénie Julia Ena should become his widow, to secure to her, from the date of his death, an annual grant of 250,000 pesetas, unless and until she contracts a second marriage, both these grants having already been voted by the Cortes. The private settlements to be made on either side in regard to the said marriage will be agreed upon and expressed in a separate Contract, which shall, however, be deemed to form an integral part of the present Treaty...III. The High Contracting Parties take note of the fact that Her Royal Highness the Princess Victoria Eugénie Julia Ena, according to the due tenor of the law of England, forfeits for ever all hereditary rights of succession to the Crown and Government of Great Britain... 
| “ | Ta muốn thông báo cho tất cả thần dân rằng Đức Bệ hạ Công giáo Alfonso XIII, Quốc vương Tây Ban Nha, đã nhận định rằng việc công bố ý định kết hôn với Vương tôn nữ Victoria Eugénie Julia Ena Điện hạ, cháu gái của Edward VII Bệ hạ, Quốc vương của Vương quốc Liên hiệp Anh và Ireland các vùng Thuộc địa của Anh ngoài Biển, Hoàng đế Ấn Độ, và con gái của Vương nữ Beatrice Mary Victoria Feodore Điện hạ (Thân vương tử phi Henry xứ Battenberg) là điều phù hợp...Điều I. Hôn lễ giữa Quốc vương Alfonso XIII Bệ hạ và Vương tôn nữ Victoria Eugénie Julia Ena Điện hạ đã được thống nhất rằng sẽ được cử hành ở Madrid ngay tại thời điểm thuận tiện nhất. Điều II. Quốc vương Alfonso XIII Bệ hạ đã cam kết bảo đảm cho Vương tôn nữ Victoria Eugénie Julia Ena Điện hạ, kể từ ngày thành hôn và trong suốt thời kỳ hôn nhân, một khoản trợ cấp 450.000 đồng pesetas hằng năm. Quốc vương Alfonso XIII Bệ hạ cũng đã cam kết, theo ý muốn của Thiên Chúa Quan Phòng, nếu Vương tôn nữ Victoria Eugénie Julia Ena trở thành góa phụ, sẽ đảm bảo cho Vương tôn nữ, kể từ ngày Quốc vương Alfonso XIII qua đời, khoản trợ cấp 250.000 đồng pesetas hằng năm, trừ khi Vương tôn nữ tái hôn, và cả hai khoản trợ cấp này đã được thông qua bởi Quốc hội. các thỏa thuận riêng tư được đề cập từ mỗi bên liên quan đến cuộc hôn nhân này, sẽ được thống nhất trong một Khế ước khác, tuy nhiên Khế ước đó sẽ được coi là một phần không thể thiếu của Hiệp ước hiện tại.... Điều III. Các Quan chức Chính phủ đã lưu ý rằng Vương tôn nữ Victoria Eugénie Julia Ena Điện hạ, dựa theo luật pháp hiện hành của nước Anh, đã từ bỏ mọi quyền thừa kế đối với Ngai vàng và Quyền Cai trị Liên hiệp Anh... | ” |

Việc hiệp ước đề cập đến việc tước quyền kế vị ngai vàng Anh của Vương tôn nữ Victoria Eugénie không thể hiện chính phủ Anh chỉ trích liên minh cũng như việc từ bỏ quyền kế vị của Vương tôn nữ. Thay vào đó, đó là sự tuyên bố rõ ràng rằng việc kết hôn (và trở thành) một tín hữu Công giáo La Mã, Victoria Eugénie đã mất quyền thừa kế ngai vàng Anh dựa theo Đạo luật Dàn xếp. Sự loại trừ này dựa theo cá nhân: những hậu duệ không theo Công giáo của Victoria Eugenie vẫn được nằm trong danh sách kế vị ngai vàng Anh.
Bất chấp hiệp ước, lo ngại về phản ứng đối với cuộc hôn nhân và việc Victoria Eugénie cải đạo đối với tín hữu Kháng Cách đã được giải quyết bởi quyết định của chính phủ Anh rằng Quốc vương Edward VII không cần phải chính thức đồng ý cho cuộc hôn nhân trong Hội đồng Cơ mật, dù thực tế rằng cháu gái của Edward VII là một công dân Anh. Đạo luật Hôn nhân Vương thất năm 1772 yêu cầu các hậu duệ của Quốc vương George II của Đại Anh phải được sự cho phép của quân chủ Anh để kết hôn, ngoại trừ hậu duệ của các vương nữ đã gả cho "ngoại tộc". Mặc dù việc nhập tịch của Heinrich xứ Battenberg, cha của Victoria Eugénie thành công dân Anh đã được khởi xướng tại Quốc hội một tuần trước khi Heinrich kết hôn với Vương nữ Beatrice, lễ cưới đã được hoàn thành trước khi Heinrich nhập tịch, do đó Chính phủ có thể nhận định rằng Victoria Eugénie không bị ràng buộc bởi Đạo luật Hôn nhân Vương thất, và do đó quốc vương Anh không có thẩm quyền để cho phép cũng như cấm đoán cuộc hôn nhân của Victoria Eugenie.

Tuy nhiên, quốc vương Edward VII đã ban hành một Sắc lệnh Vương thất có nội dung như sau:
"Our Will and Pleasure is and we do hereby declare and ordain that from and after the date of this Warrant our Most Dear Niece Princess Victoria Eugénie Julia Ena, only daughter of Our Most Dear Sister Beatrice Mary Victoria Feodore (Princess Henry of Battenberg) shall be styled entitled and called Her Royal Highness before her name and such Titles and Appellations which to her belong in all Deeds Records Instruments or Documents whatsoever wherein she may at any time hereafter be named or described. And We do hereby authorize and empower Our said Most Dear Niece henceforth at all times to assume and use and to be called and named by the Style, Title and Appellation of Her Royal Highness accordingly. Given at Our Court of Saint James's, the Third day of April 1906: in the Sixth Year of Our Reign. By His Majesty's Command. M Gladstone" 
| “ | "Mong muốn và Niềm hạnh phúc của Ta là kể từ và sau ngày ban bố Sắc lệnh này, Người Cháu gái Yêu quý nhất Vương tôn nữ Victoria Eugénie Julia Ena của Ta, con gái duy nhất của Người Em gái Yêu dấu nhất Beatrice Mary Victoria Feodore (Thân vương tử phi Henry xứ Battenberg) của Ta sẽ được ban kính xưng Her Royal Highness và được đặt trước tên thánh và các Tước hiệu và Danh xưng của Vương tôn nữ trong các Chứng thư hay Tài liệu mà sau này Vương tôn nữ được đề cập đến. Và Ta tuyên bố Cháu gái Yêu quý của Ta từ nay về sau sẽ sử dụng cũng như được gọi bằng Kính Xưng, Tước hiệu và Danh xưng Her Royal Highness tương ứng." | ” |
Sắc lệnh này đã được công bố trên tờ London Gazette với nội dung sau: "Whitehall ngày 3 tháng 4 năm 1906. Qưốc vương rất hân hạnh tuyên bố và yêu cầu rằng cháu gái của Bệ hạ, Vương tôn nữ Victoria Eugenie Julia Ena Điện hạ, con gái của Vương nữ Beatrice Mary Victoria Feodore (Thân vương tử phi Henry xứ Battenberg), từ nay về sau sẽ được gọi với kính xưng là "Her Royal Highness" (Vương thân Điện hạ)." 

## Vương hậu Tây Ban Nha

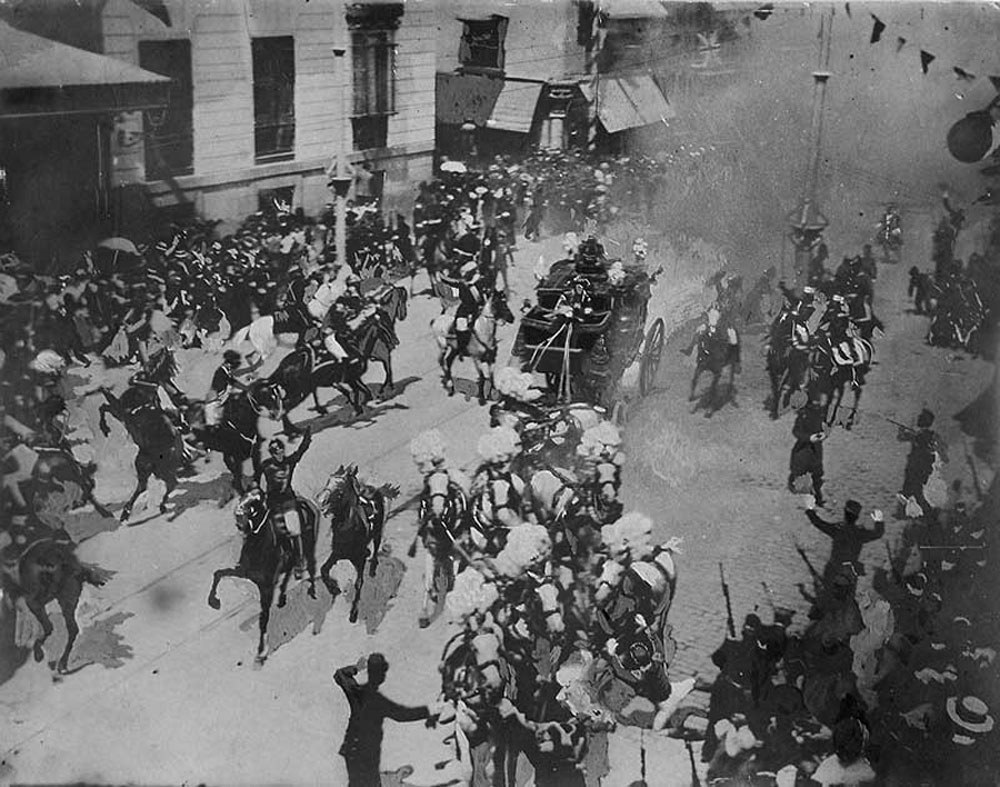
Âm mưu ám sát cặp đôi năm 1906

Victoria Eugenie của Battenberg kết hôn với Quốc vương Alfonso XIII tại Tu viện Vương thất San Jerónimo ở Madrid vào ngày 31 tháng 5 năm 1906. Hiện diện tại buổi lễ là mẹ của Vương tôn nữ, Vương nữ Beatrice và các anh em của Ena, cũng như họ hàng là Thân vương và Thân vương phi xứ Wales.
Sau lễ cưới, khi đoàn rước đang quay trở lại Cung điện Vương thất, một vụ ám sát đã được thực hiện nhằm vào Quốc vương và Vương hậu khi Mateu Morral ném một quả bom từ ban công vào xe ngựa. Victoria Eugenie đã thoát nạn vì vào đúng thời điểm quả bom phát nổ, Vương hậu đã quay đầu lại để nhìn Nhà thờ Thánh María mà Alfonso đang chỉ cho Ena xem. Vương hậu không bị thương tổn nhưng váy cưới của Victoria Eugenie bị vấy máu của một lính canh đang đi bên cạnh cỗ xe. Một bức tượng lớn phía trước Tu viện Vương thất San Jeronimo được xây lên để tưởng niệm các nạn nhân của vụ đánh bom ngày 31 tháng 5 năm 1906.

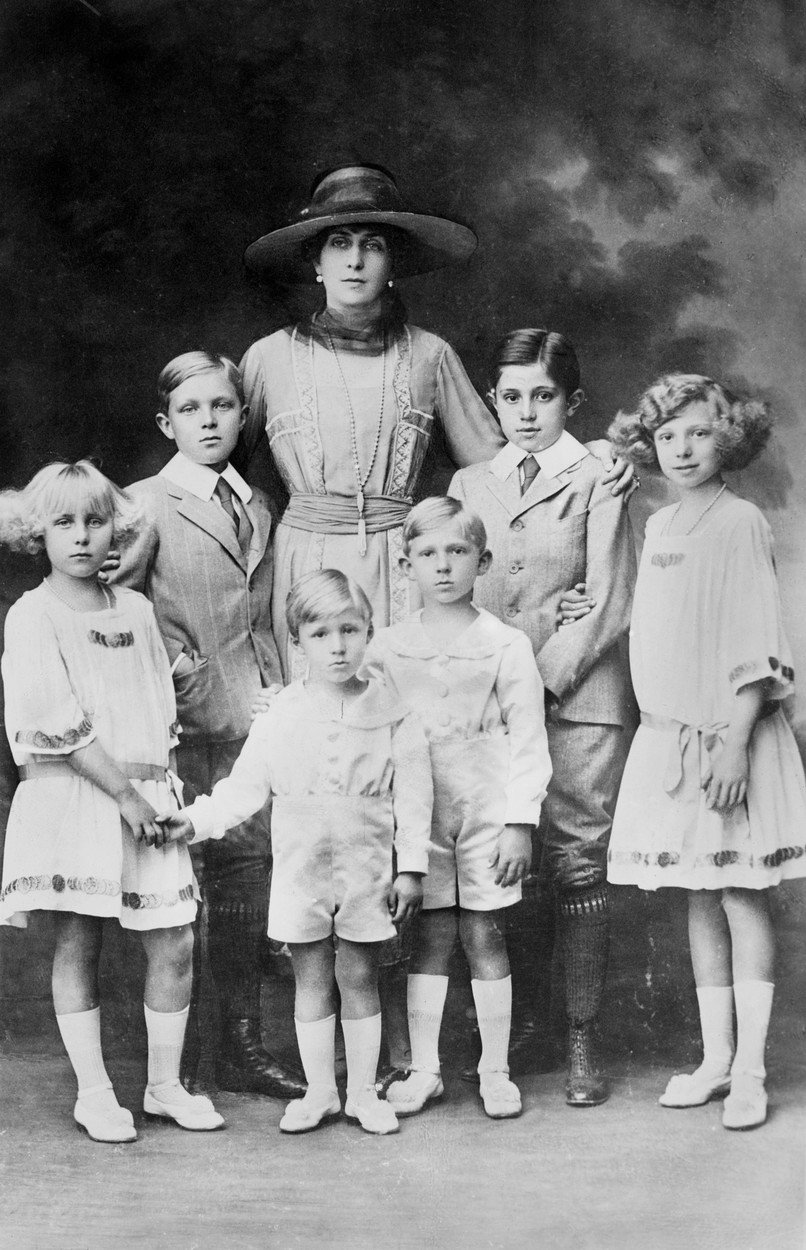
Vương hậu Victoria Eugenie năm 1918, cùng sáu người con: (từ trái sang phải) Infanta María Cristina, Alfonso, Thân vương xứ Asturias, Infante Gonzalo, Infante Juan, Infante Jaime và Infanta Beatriz.

Sau khởi đầu không suôn sẻ trong nhiệm kỳ làm Vương hậu Tây Ban Nha, Victoria Eugenie trở nên cô lập với người dân Tây Ban Nha và không được yêu mến ở nơi đây. Cuộc sống hôn nhân của Vương hậu được cải thiện khi Victoria sinh ra một cậu con trai và là người thừa kế là Alfonso Pío. Tuy nhiên, trong khi lúc vị vương tử nhỏ được cắt bao quy đầu, các bác sĩ chú ý rằng Alfonso không ngừng chảy máu - dấu hiệu đầu tiên cho thấy người thừa kế bị mắc bệnh máu khó đông và Victoria Eugenie rõ ràng là người mang gene bệnh và đã di truyền cho người con trai cả và út. Trái ngược với phản ứng của Hoàng đế Nikolai II của Nga, người cũng có con trai cũng bị mắc bệnh máu khó đông, Alfonso được cho là không bao giờ tha thứ cho Victoria Eugenie cũng như không chấp nhận những chuyện này. Trong suốt cuộc hôn nhân, Alfonso XIII và Victoria Eugenie có bảy người con, năm trai và hai gái và cả hai cô con gái đều không mang gene bệnh.
Sau khi những đứa con của họ chào đời, mối quan hệ của Victoria Eugenie với Alfonso XIII trở nên xấu đi và Alfonso có rất nhiều tình nhân. Có thông tin rằng Alfonso XIII ta có mối quan hệ chớp nhoáng với chị họ của Vương hậu là Beatrice của Sachsen-Coburg và Gotha, Công tước phu nhân xứ Galliera nhưng điều này vẫn còn gây tranh cãi. Sau đó các thành viên trong vòng tròn quan hệ của Alfonso XIII đã lan truyền tin đồn rằng Beatrice đã bị trục xuất vì những hành xử không đúng mực nhưng không đúng sự thật. Những chuyện này khiến Vương hậu rất đau lòng vì không thể làm gì để giúp đỡ cho chị họ.

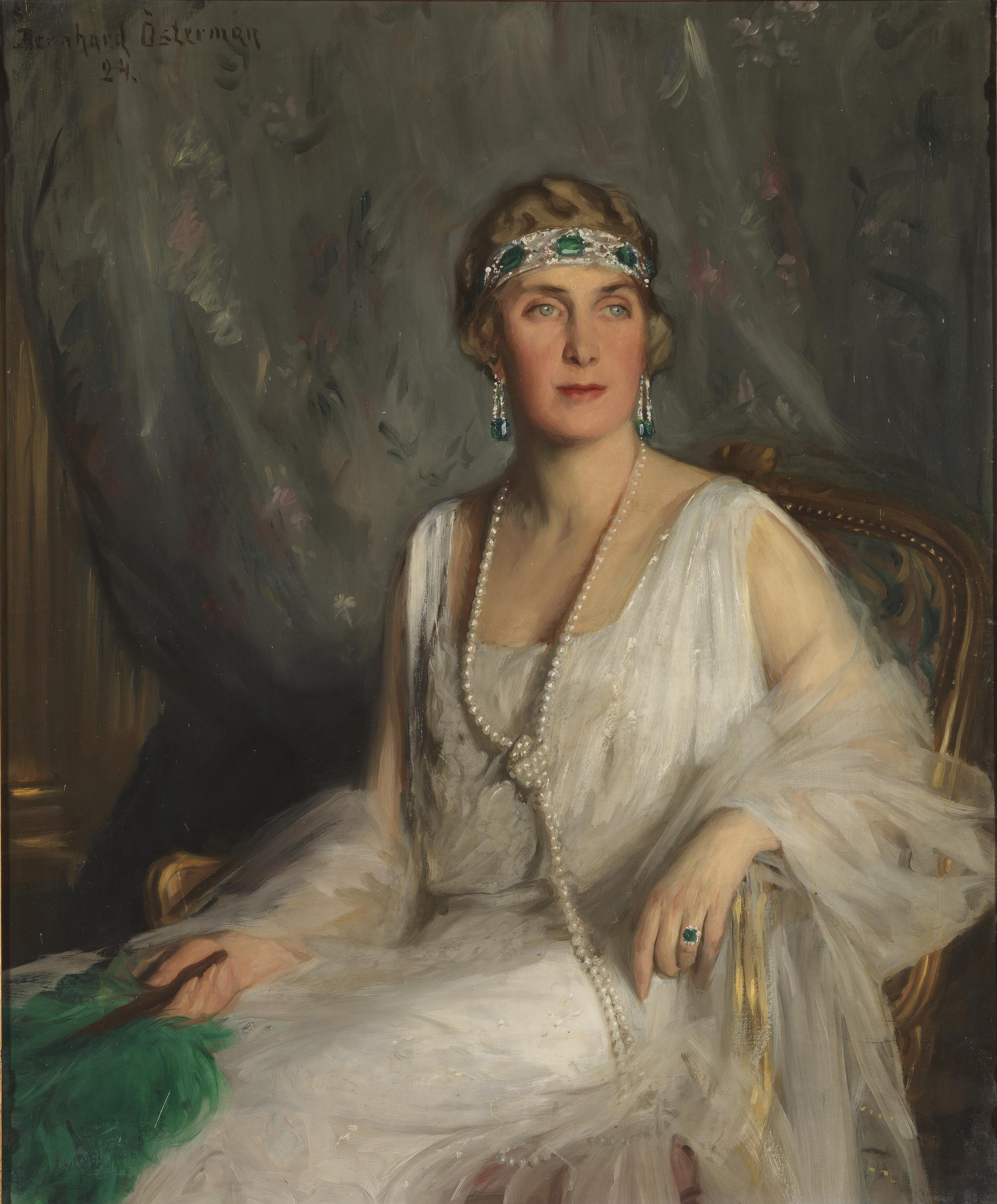
Victoria Eugenie của Battenberg, chân dung họa bởi Bernhard Österman năm 1924

Victoria Eugenie đã tận tâm làm việc cho các bệnh viện và công tác hỗ trợ dành cho người nghèo và giáo dục. Vương hậu cũng tham gia vào việc tái tổ chức Hội Chữ thập đỏ Tây Ban Nha. Năm 1929, thành phố Barcelona đã dựng một bức tượng của Victoria Eugenie trong bộ đồng phục y tá để vinh danh những công lao của Vương hậu với tổ chức Chữ thập đỏ (bức tượng sau này đã bị phá hủy). Nhiều địa danh khác nhau của Tây Ban Nha đã được đặt theo tên của Victoria Eugenie. Ví dụ, vào năm 1909, một cây cầu có phong cách tân cổ điển của Madrid vốn bắc qua sông Manzanares được đặt theo tên Ena là "Puente de la Reina Victoria". Năm 1912, một nhà hát sân khấu hoành tráng ở San Sebastián được đặt tên là "Teatro Victoria Eugenia". Năm 1920, Tàu tuần dương Hải quân Tây Ban Nha mà Vương hậu khánh thành được đặt tên là Reina Victoria Eugenia.
Victoria Eugenie là Nữ Tước sĩ thứ 976 của Huân chương Vương thất của Vương hậu María Luisa. Năm 1923, Giáo hoàng Piô XI đã trao cho Vương hậu Bông hồng vàng, đây là lần đầu tiên một Vương nữ Anh nhận được vinh dự này kể từ năm 1555 khi Giáo hoàng Giuliô III trao cho Nữ vương Mary I của Anh. Victoria Eugenie cũng được bà ngoại, Nữ vương Victoria, trao tặng Huân chương Vương thất Victoria và Albert. Vương hậu cũng được trao tặng Huân chương Chữ thập đỏ Tây Ban Nha Hạng nhất và ngôi sao cài ngực được nạm ngọc và được chi trả bởi Quân đoàn Nữ y tá của Hội Chữ thập đỏ Tây Ban Nha.

## Lưu vong
Vương thất Tây Ban Nha lâm vào cảnh sống lưu vong vào ngày 14 tháng 4 năm 1931 sau cuộc bầu cử thành phố đưa Đảng Cộng hòa lên nắm quyền ở hầu hết các thành phố lớn, dẫn đến việc tuyên bố nền Cộng hòa Tây Ban Nha thứ hai. Alfonso XIII đã hy vọng rằng việc tự nguyện sống lưu vong của mình có thể ngăn chặn một cuộc nội chiến giữa Đảng Cộng hòa và Đảng Quân chủ. Cả gia đình ban đầu đến sống ở Pháp, sau đó dời sang Ý. Trong khoảng thời gian này, Victoria Eugenie và Alfonso quyết định ly thân và Vương hậu thường định cư qua lại ở Vương quốc Liên hiệp Anh và Thụy Sĩ. Ena cũng đã mua lâu đài Vieille Fontaine ở bên ngoài Lausanne.
Năm 1938, cả gia đình đến Roma để tham dự làm lễ rửa tội của Vương tôn Juan Carlos, con trai đầu lòng của Vương tử Juan (con trai út của Victoria Eugenie và Alfonso XIII) tại Cung điện Malta, chủ trì bởi Hồng y Quốc vụ Khanh Eugenio Pacelli (người đại diện cho Giáo hoàng Piô XI đang đau ốm và chính ông sẽ trở thành Giáo hoàng Piô XII trong vài tháng sau đó). Vào ngày 15 tháng 1 năm 1941, Alfonso XIII, cảm thấy cái chết của mình đã cận kề, đã chuyển giao quyền thừa kế ngai vàng Tây Ban Nha cho con trai út là Juan, Bá tước xứ Barcelona. Ngày 12 tháng 2 năm 1941, Alfonso trải qua cơn đau tim đầu tiên và qua đời vào ngày 28 tháng 2 cùng năm. Theo Harold Tittmann, đại diện của Hoa Kỳ tại Vatican vào thời điểm đó, Victoria Eugenie buộc phải rời khỏi Ý vào năm 1942, vì đã trở thành nhân vật không được hoan nghênh đối với chính phủ Ý, vì "sự ẩn mình tệ hại có khuynh hướng về phe Đồng minh" của Ena.
Victoria Eugenie trở lại Tây Ban Nha một thời gian ngắn vào tháng 2 năm 1968, để làm mẹ đỡ đầu cho cháu chắt là Vương tằng tôn Felipe, con trai của Vương tôn Juan Carlos và Sophia của Hy Lạp và Đan Mạch. Felipe sau này trở thành Quốc vương Tây Ban Nha vào tháng 6 năm 2014, sau khi cha ông, Juan Carlos I thoái vị.

## Qua đời
Victoria Eugenie qua đời tại Lausanne vào ngày 15 tháng 4 năm 1969, hưởng thọ 81 tuổi, đúng 38 năm kể từ khi Ena rời khỏi Tây Ban Nha mà sống lưu vong. Victoria là người con qua đời cuối cùng của Beatrice của Liên hiệp Anh và Heinrich xứ Battenberg. Tang lễ được tổ chức tại nhà thờ Sacré Coeur và Victoria Eugenie được chôn cất ban đầu tại nghĩa trang Bois-de-Vaux gần đó ở Lausanne. Vào ngày 25 tháng 4 năm 1985, hài cốt của Victoria được đưa về Tây Ban Nha và được an táng lại trong Hầm mộ Vương thất ở Escorial, ngoại ô Madrid, bên cạnh hài cốt của chồng là Alfonso XIII, và gần đó là các con trai của hai vợ chồng là Alfonso, Jaime và Gonzalo.

## Di sản

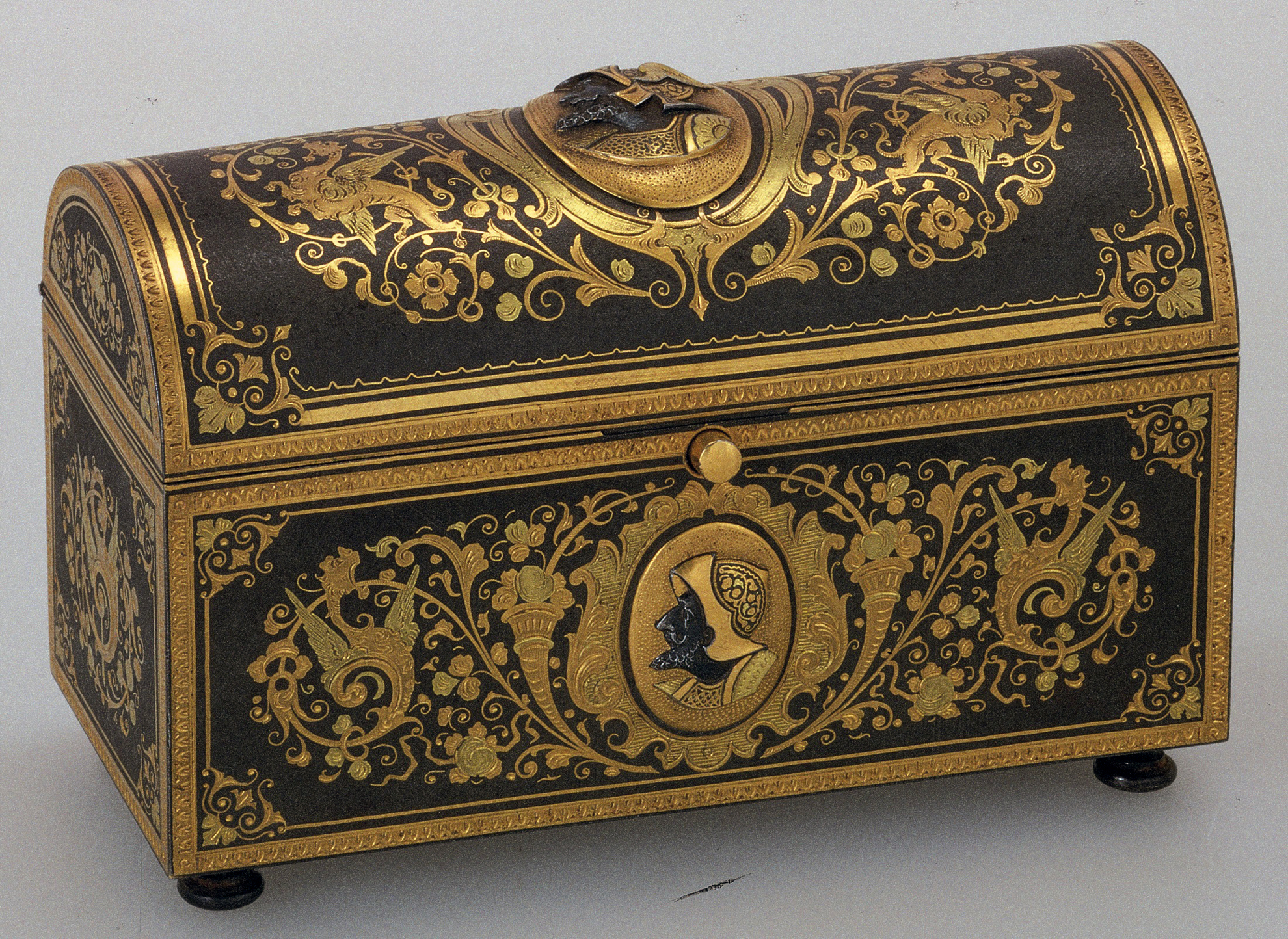
Chiếc hộp hình vòm khảm theo phong cách damascene từ Toledo chứa danh thiếp của Victoria Eugenie

Sau cái chết của nhà độc tài Tây Ban Nha Francisco Franco vào năm 1975, chế độ quân chủ được khôi phục và cháu nội của Victoria Eugenie là Juan Carlos I trở thành Quốc vương Tây Ban Nha và chắt của Victoria Eugenie, Felipe VI là đương kim quốc vương. Những người con đỡ đầu của Victoria bao gồm Thân vương xứ Monaco, Vương hậu Fabiola của Bỉ và Cayetana Fitz-James Stuart y de Silva, Công tước thứ 18 xứ Alba.
Vương miện tiara kim cương và ngọc trai Cartier của Victoria Eugenie được để lại cho con gái Ena là Vương nữ Maria Cristina, Bá tước phu nhân xứ Marone và hiện được sử dụng bởi Vương hậu Tây Ban Nha. Ngoài ra, chiếc tiara Ansorena fleur-de-lis do Alfonso XIII tặng trong đám cưới của Ena đã trở thành chiếc tiara quan trọng nhất trong bộ sưu tập của Vương thất Tây Ban Nha và được Vương hậu Tây Ban Nha sử dụng trong những sự kiện quan trọng của quốc gia.
Một chiếc nhẫn sapphire thuộc sở hữu của Victoria Eugenie đã được bán đấu giá tại Sotheby's vào tháng 5 năm 2012 với 50.000 USD. Cùng năm đó, Sotheby's cũng bán đấu giá chiếc vòng tay vỏ ốc xà cừ màu hồng và kim cương của Victoria Eugenie với mức giá 3,4 triệu USD.

## Tước hiệu, Huân chương và Vương huy

### Tước hiệu và kính xưng
- 24 tháng 10 năm 1887–3 tháng 4 năm 1906: Her Highness Princess Victoria Eugenie of Battenberg[15] (Vương tôn nữ Victoria Eugenie của Battenberg Điện hạ).
- 3 tháng 4 năm 1906–31 tháng 5 năm 1906: Her Royal Highness Princess Victoria Eugenia of Battenberg[16][17] (Vương tôn nữ Victoria Eugenie của Battenberg Vương thân Điện hạ).
- 31 tháng 5 năm 1906–14 tháng 4 năm 1931: Her Majesty The Queen of Spain (Vương hậu Tây Ban Nha Bệ hạ).
- 14 tháng 4 năm 1931–15 tháng 4 năm 1969: Her Majesty Queen Victoria Eugenie of Spain (Vương hậu Victoria Eugenie của Tây Ban Nha Bệ hạ).

### Huân chương

Vương huy của Victoria Eugenie với tư cách là Vương hậu Tây Ban Nha

- Bậc Grand Cross của Huân chương Elisabeth của Đế quốc Áo, năm 1908[18]
- Bậc Quý bà của Huân chương Starry Cross[18]
- Bậc Grand Cross của Huân chương Thánh Charles, (19 tháng 4 năm 1958)

### Vương huy
Vương gia huy của Victoria Eugenie với  tư cách là Vương hậu Tây Ban Nha từ năm 1906 – 1931/1941 (trên danh nghĩa) là sự kết hợp giữa phiên bản tinh giản (Lesser) của Vương huy Vương thất Tây Ban Nha được sử dụng bởi Vương tộc Borbón với phiên bản Anh (English) của Vương huy Vương quốc Liên hiệp Anh. Trong đó biểu tượng huy hiệu của Heinrich xứ Battenberg, cha của Victoria Eugenie, được đặt ở giữa phần Vương huy Anh và được bao quanh bởi đường viền gồm có 8 biểu tượng hình sư tử của Anh.

### Các phiên bản khác

Vương huy khi còn sử dụng kính xưng Highness (trước năm 1906)
Vương huy khi sử dụng kính xưng Royal Highness (1906)
Vương huy dạng kí tự với tư cách là Vương hậu Tây Ban Nha
Vương huy với tư cách là góa phụ (1941–1969)

## Hậu duệ
| Tên                                                          | Sinh                 | Cái chết                       | Ghi chú |
| ------------------------------------------------------------ | -------------------- | ------------------------------ | --- |
| Vương tử Alfonso Pío, Thân vương xứ Asturias                 | 10 tháng 5 năm 1907  | 6 tháng 9 năm 1938 (31 tuổi)   | Alfonso Pío đã từ bỏ quyền thừa kế ngai vàng Tây Ban Nha của bản thân và hậu duệ vì cuộc hôn nhân bất đăng đối với Edelmira Ignacia Adriana Sampedro-Ocejo y Robato năm 1933, sau đó ly dị năm 1937; kết hôn lần hai với Marta Esther Rocafort-Altuzarra năm 1937, ly hôn năm 1938. Alfonso Pío sau đó qua đời trong một vụ tai nạn xe hơi cùng năm. |
| Vương tử Jaime, Công tước xứ Segovia                         | 23 tháng 6 năm 1908  | 20 tháng 3 năm 1975 (66 tuổi)  | Từ bỏ quyền kế vị ngai vàng Tây Ban Nha vì vấn đề sức khỏe yếu vào ngày 21 tháng 6 năm 1933. Ngày 4 tháng 3 năm 1935, Jaime kết hôn lần thứ nhất với Donna Emmanuelle de Dampierre, ly hôn vào ngày 6 tháng 5 năm 1947 và có hậu duệ. Jaime sau đó tái hôn với Charlotte Tiedemann vào ngày 3 tháng 8 năm 1949.                                      |
| Vương nữ Beatriz, Thân vương phi xứ Civitella-Cesi           | 22 tháng 6 năm 1909  | 22 tháng 11 năm 2002 (93 tuổi) | Kết hôn với Alessandro Torlonia, Thân vương thứ 5 xứ Civitella-Cesi vào ngày 14 tháng 1 năm 1935 và có hậu duệ. |
| Vương tử Fernando của Tây Ban Nha                            | 21 tháng 5 năm 1910  | 21 tháng 5 năm 1910 (0 tuổi)   | Thai chết lưu |
| Vương nữ María Cristina, Bá tước phu nhân của Marone-Cinzano | 12 tháng 12 năm 1911 | 23 tháng 12 năm 1996 (85 tuổi) | Cô kết hôn với Enrico Marone Cinzano, Bá tước Marone Cinzano thứ 1 vào ngày 10 tháng 6 năm 1940 và có hậu duệ. |
| Vương tử Juan, Bá tước xứ Barcelona                          | 20 tháng 6 năm 1913  | 1 tháng 4 năm 1993 (79 tuổi)   | Được công nhận là người thừa kế ấn định ngai vàng Tây Ban Nha và phong là Thân vương xứ Asturias. Ngày 12 tháng 10 năm 1935, Juan kết hôn với kết hôn với María de las Mercedes của Hai Sicilie và có hậu duệ (trong đó có Quốc vương Juan Carlos I của Tây Ban Nha).                                                                                |
| Vương tử Gonzalo của Tây Ban Nha                             | 24 tháng 10 năm 1914 | 13 tháng 8 năm 1934 (19 tuổi)  | Mắc bệnh máu khó đông. Gonzalo qua đời trong một tai nạn xe hơi ở Áo. |

## Gia phả
| \| \| \| \| \| \| \| \| \| \| \| \| \| \| \| \| \| \| \| \| 16. George III của Liên hiệp Anh \| \| \| \| \| \| \| \| \| \| \| \| \| \| \| \| \| \| \| \| \| \| \| \| \| \| \| \| \| \| \| \| \| \| \| \| \| \| \| \| \| \| \| \| \| \| \| \| \| \| \| \| \| \| 8. Edward của Liên hiệp Anh và Hannover \| \| \| \| \| \| \| \| \| \| \| \| \| \| \| \| \| \| \| \| \| \| \| \| \| \| \| \| \| \| \| \| \| \| \| \| \| \| \| \| \| \| \| \| \| \| \| \| \| \| \| \| \| \| 17. Charlotte xứ Mecklenburg-Strelitz \| \| \| \| \| \| \| \| \| \| \| \| \| \| \| \| \| \| \| \| \| \| \| \| \| \| \| \| \| \| \| \| \| \| \| \| \| \| \| \| \| \| \| \| \| \| \| \| \| \| \| \| \| \| 4. Victoria I của Liên hiệp Anh \| \| \| \| \| \| \| \| \| \| \| \| \| \| \| \| \| \| \| \| \| \| \| \| \| \| \| \| \| \| \| \| \| \| \| \| \| \| \| \| \| \| \| \| \| \| \| \| \| \| \| \| \| \| 18. Franz I xứ Sachsen-Coburg-Saalfeld (= 20) \| \| \| \| \| \| \| \| \| \| \| \| \| \| \| \| \| \| \| \| \| \| \| \| \| \| \| \| \| \| \| \| \| \| \| \| \| \| \| \| \| \| \| \| \| \| \| \| \| \| \| \| \| \| 9. Victoire xứ Sachsen-Coburg-Saalfeld \| \| \| \| \| \| \| \| \| \| \| \| \| \| \| \| \| \| \| \| \| \| \| \| \| \| \| \| \| \| \| \| \| \| \| \| \| \| \| \| \| \| \| \| \| \| \| \| \| \| \| \| \| \| 19. Auguste Reuß xứ Ebersdorf (= 21) \| \| \| \| \| \| \| \| \| \| \| \| \| \| \| \| \| \| \| \| \| \| \| \| \| \| \| \| \| \| \| \| \| \| \| \| \| \| \| \| \| \| \| \| \| \| \| \| \| \| \| \| \| \| 2. Beatrice của Liên hiệp Anh \| \| \| \| \| \| \| \| \| \| \| \| \| \| \| \| \| \| \| \| \| \| \| \| \| \| \| \| \| \| \| \| \| \| \| \| \| \| \| \| \| \| \| \| \| \| \| \| \| \| \| \| \| \| 20. Franz I xứ Sachsen-Coburg-Saalfeld (= 18) \| \| \| \| \| \| \| \| \| \| \| \| \| \| \| \| \| \| \| \| \| \| \| \| \| \| \| \| \| \| \| \| \| \| \| \| \| \| \| \| \| \| \| \| \| \| \| \| \| \| \| \| \| \| 10. Ernst I xứ Sachsen-Coburg và Gotha \| \| \| \| \| \| \| \| \| \| \| \| \| \| \| \| \| \| \| \| \| \| \| \| \| \| \| \| \| \| \| \| \| \| \| \| \| \| \| \| \| \| \| \| \| \| \| \| \| \| \| \| \| \| 21. Auguste Reuß xứ Ebersdorf (= 19) \| \| \| \| \| \| \| \| \| \| \| \| \| \| \| \| \| \| \| \| \| \| \| \| \| \| \| \| \| \| \| \| \| \| \| \| \| \| \| \| \| \| \| \| \| \| \| \| \| \| \| \| \| \| 5. Albrecht xứ Sachsen-Coburg và Gotha \| \| \| \| \| \| \| \| \| \| \| \| \| \| \| \| \| \| \| \| \| \| \| \| \| \| \| \| \| \| \| \| \| \| \| \| \| \| \| \| \| \| \| \| \| \| \| \| \| \| \| \| \| \| 22. August I xứ Sachsen-Gotha-Altenburg \| \| \| \| \| \| \| \| \| \| \| \| \| \| \| \| \| \| \| \| \| \| \| \| \| \| \| \| \| \| \| \| \| \| \| \| \| \| \| \| \| \| \| \| \| \| \| \| \| \| \| \| \| \| 11. Luise Pauline xứ Sachsen-Gotha-Altenburg \| \| \| \| \| \| \| \| \| \| \| \| \| \| \| \| \| \| \| \| \| \| \| \| \| \| \| \| \| \| \| \| \| \| \| \| \| \| \| \| \| \| \| \| \| \| \| \| \| \| \| \| \| \| 23. Luise Charlotte xứ Mecklenburg \| \| \| \| \| \| \| \| \| \| \| \| \| \| \| \| \| \| \| \| \| \| \| \| \| \| \| \| \| \| \| \| \| \| \| \| \| \| \| \| \| \| \| \| \| \| \| \| \| \| \| \| \| \| 1. Victoria Eugenie của Battenberg \| \| \| \| \| \| \| \| \| \| \| \| \| \| \| \| \| \| \| \| \| \| \| \| \| \| \| \| \| \| \| \| \| \| \| \| \| \| \| \| \| \| \| \| \| \| \| \| \| \| \| \| \| \| 24. Ludwig I xứ Hessen và Rhein \| \| \| \| \| \| \| \| \| \| \| \| \| \| \| \| \| \| \| \| \| \| \| \| \| \| \| \| \| \| \| \| \| \| \| \| \| \| \| \| \| \| \| \| \| \| \| \| \| \| \| \| \| \| 12. Ludwig II xứ Hessen và Rhein \| \| \| \| \| \| \| \| \| \| \| \| \| \| \| \| \| \| \| \| \| \| \| \| \| \| \| \| \| \| \| \| \| \| \| \| \| \| \| \| \| \| \| \| \| \| \| \| \| \| \| \| \| \| 25. Luise Henriette Karoline xứ Hessen-Darmstadt \| \| \| \| \| \| \| \| \| \| \| \| \| \| \| \| \| \| \| \| \| \| \| \| \| \| \| \| \| \| \| \| \| \| \| \| \| \| \| \| \| \| \| \| \| \| \| \| \| \| \| \| \| \| 6. Alexander xứ Hessen và Rhein \| \| \| \| \| \| \| \| \| \| \| \| \| \| \| \| \| \| \| \| \| \| \| \| \| \| \| \| \| \| \| \| \| \| \| \| \| \| \| \| \| \| \| \| \| \| \| \| \| \| \| \| \| \| 26. Karl Ludwig xứ Baden \| \| \| \| \| \| \| \| \| \| \| \| \| \| \| \| \| \| \| \| \| \| \| \| \| \| \| \| \| \| \| \| \| \| \| \| \| \| \| \| \| \| \| \| \| \| \| \| \| \| \| \| \| \| 13. Wilhelmine xứ Baden \| \| \| \| \| \| \| \| \| \| \| \| \| \| \| \| \| \| \| \| \| \| \| \| \| \| \| \| \| \| \| \| \| \| \| \| \| \| \| \| \| \| \| \| \| \| \| \| \| \| \| \| \| \| 27. Amalie xứ Hessen-Darmstadt \| \| \| \| \| \| \| \| \| \| \| \| \| \| \| \| \| \| \| \| \| \| \| \| \| \| \| \| \| \| \| \| \| \| \| \| \| \| \| \| \| \| \| \| \| \| \| \| \| \| \| \| \| \| 3. Heinrich xứ Battenberg \| \| \| \| \| \| \| \| \| \| \| \| \| \| \| \| \| \| \| \| \| \| \| \| \| \| \| \| \| \| \| \| \| \| \| \| \| \| \| \| \| \| \| \| \| \| \| \| \| \| \| \| \| \| 28. Friedrich Karl Emanuel Hauke \| \| \| \| \| \| \| \| \| \| \| \| \| \| \| \| \| \| \| \| \| \| \| \| \| \| \| \| \| \| \| \| \| \| \| \| \| \| \| \| \| \| \| \| \| \| \| \| \| \| \| \| \| \| 14. Hans Moritz Hauke \| \| \| \| \| \| \| \| \| \| \| \| \| \| \| \| \| \| \| \| \| \| \| \| \| \| \| \| \| \| \| \| \| \| \| \| \| \| \| \| \| \| \| \| \| \| \| \| \| \| \| \| \| \| 29. Maria Salomea Schweppenhäuser \| \| \| \| \| \| \| \| \| \| \| \| \| \| \| \| \| \| \| \| \| \| \| \| \| \| \| \| \| \| \| \| \| \| \| \| \| \| \| \| \| \| \| \| \| \| \| \| \| \| \| \| \| \| 7. Julia xứ Battenberg \| \| \| \| \| \| \| \| \| \| \| \| \| \| \| \| \| \| \| \| \| \| \| \| \| \| \| \| \| \| \| \| \| \| \| \| \| \| \| \| \| \| \| \| \| \| \| \| \| \| \| \| \| \| 30. Franz Leopold Lafontaine \| \| \| \| \| \| \| \| \| \| \| \| \| \| \| \| \| \| \| \| \| \| \| \| \| \| \| \| \| \| \| \| \| \| \| \| \| \| \| \| \| \| \| \| \| \| \| \| \| \| \| \| \| \| 15. Sophie Lafontaine \| \| \| \| \| \| \| \| \| \| \| \| \| \| \| \| \| \| \| \| \| \| \| \| \| \| \| \| \| \| \| \| \| \| \| \| \| \| \| \| \| \| \| \| \| \| \| \| \| \| \| \| \| \| 31. Maria Theresia de Cornelly \| \| \| \| \| \| \| \| \| \| \| \| \| \| \| \| \| \| \| \| \| \| \| \| \| \| \| \| \| \| \| \| \| \| \| \| \| \| \| \| \| \| \| \| \| \| \| \| \| \| \| \| |                                                  |  |  |  |  |  |  |  |  |  |  |  |  |  |  |  |
| |                                                  |  |  |  |  |  |  |  |  |  |  |  |  |  |  |  |
| | 16. George III của Liên hiệp Anh                 |  |  |  |  |  |  |  |  |  |  |  |  |  |  |  |
| |                                                  |  |  |  |  |  |  |  |  |  |  |  |  |  |  |  |
| |                                                  |  |  |  |  |  |  |  |  |  |  |  |  |  |  |  |
| | 8. Edward của Liên hiệp Anh và Hannover          |  |  |  |  |  |  |  |  |  |  |  |  |  |  |  |
| |                                                  |  |  |  |  |  |  |  |  |  |  |  |  |  |  |  |
| |                                                  |  |  |  |  |  |  |  |  |  |  |  |  |  |  |  |
| | 17. Charlotte xứ Mecklenburg-Strelitz            |  |  |  |  |  |  |  |  |  |  |  |  |  |  |  |
| |                                                  |  |  |  |  |  |  |  |  |  |  |  |  |  |  |  |
| |                                                  |  |  |  |  |  |  |  |  |  |  |  |  |  |  |  |
| | 4. Victoria I của Liên hiệp Anh                  |  |  |  |  |  |  |  |  |  |  |  |  |  |  |  |
| |                                                  |  |  |  |  |  |  |  |  |  |  |  |  |  |  |  |
| |                                                  |  |  |  |  |  |  |  |  |  |  |  |  |  |  |  |
| | 18. Franz I xứ Sachsen-Coburg-Saalfeld (= 20)    |  |  |  |  |  |  |  |  |  |  |  |  |  |  |  |
| |                                                  |  |  |  |  |  |  |  |  |  |  |  |  |  |  |  |
| |                                                  |  |  |  |  |  |  |  |  |  |  |  |  |  |  |  |
| | 9. Victoire xứ Sachsen-Coburg-Saalfeld           |  |  |  |  |  |  |  |  |  |  |  |  |  |  |  |
| |                                                  |  |  |  |  |  |  |  |  |  |  |  |  |  |  |  |
| |                                                  |  |  |  |  |  |  |  |  |  |  |  |  |  |  |  |
| | 19. Auguste Reuß xứ Ebersdorf (= 21)             |  |  |  |  |  |  |  |  |  |  |  |  |  |  |  |
| |                                                  |  |  |  |  |  |  |  |  |  |  |  |  |  |  |  |
| |                                                  |  |  |  |  |  |  |  |  |  |  |  |  |  |  |  |
| | 2. Beatrice của Liên hiệp Anh                    |  |  |  |  |  |  |  |  |  |  |  |  |  |  |  |
| |                                                  |  |  |  |  |  |  |  |  |  |  |  |  |  |  |  |
| |                                                  |  |  |  |  |  |  |  |  |  |  |  |  |  |  |  |
| | 20. Franz I xứ Sachsen-Coburg-Saalfeld (= 18)    |  |  |  |  |  |  |  |  |  |  |  |  |  |  |  |
| |                                                  |  |  |  |  |  |  |  |  |  |  |  |  |  |  |  |
| |                                                  |  |  |  |  |  |  |  |  |  |  |  |  |  |  |  |
| | 10. Ernst I xứ Sachsen-Coburg và Gotha           |  |  |  |  |  |  |  |  |  |  |  |  |  |  |  |
| |                                                  |  |  |  |  |  |  |  |  |  |  |  |  |  |  |  |
| |                                                  |  |  |  |  |  |  |  |  |  |  |  |  |  |  |  |
| | 21. Auguste Reuß xứ Ebersdorf (= 19)             |  |  |  |  |  |  |  |  |  |  |  |  |  |  |  |
| |                                                  |  |  |  |  |  |  |  |  |  |  |  |  |  |  |  |
| |                                                  |  |  |  |  |  |  |  |  |  |  |  |  |  |  |  |
| | 5. Albrecht xứ Sachsen-Coburg và Gotha           |  |  |  |  |  |  |  |  |  |  |  |  |  |  |  |
| |                                                  |  |  |  |  |  |  |  |  |  |  |  |  |  |  |  |
| |                                                  |  |  |  |  |  |  |  |  |  |  |  |  |  |  |  |
| | 22. August I xứ Sachsen-Gotha-Altenburg          |  |  |  |  |  |  |  |  |  |  |  |  |  |  |  |
| |                                                  |  |  |  |  |  |  |  |  |  |  |  |  |  |  |  |
| |                                                  |  |  |  |  |  |  |  |  |  |  |  |  |  |  |  |
| | 11. Luise Pauline xứ Sachsen-Gotha-Altenburg     |  |  |  |  |  |  |  |  |  |  |  |  |  |  |  |
| |                                                  |  |  |  |  |  |  |  |  |  |  |  |  |  |  |  |
| |                                                  |  |  |  |  |  |  |  |  |  |  |  |  |  |  |  |
| | 23. Luise Charlotte xứ Mecklenburg               |  |  |  |  |  |  |  |  |  |  |  |  |  |  |  |
| |                                                  |  |  |  |  |  |  |  |  |  |  |  |  |  |  |  |
| |                                                  |  |  |  |  |  |  |  |  |  |  |  |  |  |  |  |
| | 1. Victoria Eugenie của Battenberg               |  |  |  |  |  |  |  |  |  |  |  |  |  |  |  |
| |                                                  |  |  |  |  |  |  |  |  |  |  |  |  |  |  |  |
| |                                                  |  |  |  |  |  |  |  |  |  |  |  |  |  |  |  |
| | 24. Ludwig I xứ Hessen và Rhein                  |  |  |  |  |  |  |  |  |  |  |  |  |  |  |  |
| |                                                  |  |  |  |  |  |  |  |  |  |  |  |  |  |  |  |
| |                                                  |  |  |  |  |  |  |  |  |  |  |  |  |  |  |  |
| | 12. Ludwig II xứ Hessen và Rhein                 |  |  |  |  |  |  |  |  |  |  |  |  |  |  |  |
| |                                                  |  |  |  |  |  |  |  |  |  |  |  |  |  |  |  |
| |                                                  |  |  |  |  |  |  |  |  |  |  |  |  |  |  |  |
| | 25. Luise Henriette Karoline xứ Hessen-Darmstadt |  |  |  |  |  |  |  |  |  |  |  |  |  |  |  |
| |                                                  |  |  |  |  |  |  |  |  |  |  |  |  |  |  |  |
| |                                                  |  |  |  |  |  |  |  |  |  |  |  |  |  |  |  |
| | 6. Alexander xứ Hessen và Rhein                  |  |  |  |  |  |  |  |  |  |  |  |  |  |  |  |
| |                                                  |  |  |  |  |  |  |  |  |  |  |  |  |  |  |  |
| |                                                  |  |  |  |  |  |  |  |  |  |  |  |  |  |  |  |
| | 26. Karl Ludwig xứ Baden                         |  |  |  |  |  |  |  |  |  |  |  |  |  |  |  |
| |                                                  |  |  |  |  |  |  |  |  |  |  |  |  |  |  |  |
| |                                                  |  |  |  |  |  |  |  |  |  |  |  |  |  |  |  |
| | 13. Wilhelmine xứ Baden                          |  |  |  |  |  |  |  |  |  |  |  |  |  |  |  |
| |                                                  |  |  |  |  |  |  |  |  |  |  |  |  |  |  |  |
| |                                                  |  |  |  |  |  |  |  |  |  |  |  |  |  |  |  |
| | 27. Amalie xứ Hessen-Darmstadt                   |  |  |  |  |  |  |  |  |  |  |  |  |  |  |  |
| |                                                  |  |  |  |  |  |  |  |  |  |  |  |  |  |  |  |
| |                                                  |  |  |  |  |  |  |  |  |  |  |  |  |  |  |  |
| | 3. Heinrich xứ Battenberg                        |  |  |  |  |  |  |  |  |  |  |  |  |  |  |  |
| |                                                  |  |  |  |  |  |  |  |  |  |  |  |  |  |  |  |
| |                                                  |  |  |  |  |  |  |  |  |  |  |  |  |  |  |  |
| | 28. Friedrich Karl Emanuel Hauke                 |  |  |  |  |  |  |  |  |  |  |  |  |  |  |  |
| |                                                  |  |  |  |  |  |  |  |  |  |  |  |  |  |  |  |
| |                                                  |  |  |  |  |  |  |  |  |  |  |  |  |  |  |  |
| | 14. Hans Moritz Hauke                            |  |  |  |  |  |  |  |  |  |  |  |  |  |  |  |
| |                                                  |  |  |  |  |  |  |  |  |  |  |  |  |  |  |  |
| |                                                  |  |  |  |  |  |  |  |  |  |  |  |  |  |  |  |
| | 29. Maria Salomea Schweppenhäuser                |  |  |  |  |  |  |  |  |  |  |  |  |  |  |  |
| |                                                  |  |  |  |  |  |  |  |  |  |  |  |  |  |  |  |
| |                                                  |  |  |  |  |  |  |  |  |  |  |  |  |  |  |  |
| | 7. Julia xứ Battenberg                           |  |  |  |  |  |  |  |  |  |  |  |  |  |  |  |
| |                                                  |  |  |  |  |  |  |  |  |  |  |  |  |  |  |  |
| |                                                  |  |  |  |  |  |  |  |  |  |  |  |  |  |  |  |
| | 30. Franz Leopold Lafontaine                     |  |  |  |  |  |  |  |  |  |  |  |  |  |  |  |
| |                                                  |  |  |  |  |  |  |  |  |  |  |  |  |  |  |  |
| |                                                  |  |  |  |  |  |  |  |  |  |  |  |  |  |  |  |
| | 15. Sophie Lafontaine                            |  |  |  |  |  |  |  |  |  |  |  |  |  |  |  |
| |                                                  |  |  |  |  |  |  |  |  |  |  |  |  |  |  |  |
| |                                                  |  |  |  |  |  |  |  |  |  |  |  |  |  |  |  |
| | 31. Maria Theresia de Cornelly                   |  |  |  |  |  |  |  |  |  |  |  |  |  |  |  |
| |                                                  |  |  |  |  |  |  |  |  |  |  |  |  |  |  |  |
| |                                                  |  |  |  |  |  |  |  |  |  |  |  |  |  |  |  |